# لی یون-دو
این یک نام کره‌ای است؛ نام خانوادگی لی است.
لی یون-دو (کره‌ای: 이연두؛ زادهٔ لی هیون-کیونگ در ۲۰ ژوئن ۱۹۸۴) بازیگر اهل کره جنوبی است.

## زندگی شخصی
لی یون-دو و دوست‌پسر غیر سلبریتی خود برای حدود یکسال در رابطه بودند و در ۹ اکتبر ۲۰۲۱ ازدواج کردند.

## فیلم‌شناسی

### مجموعه‌های تلویزیونی
| سال       | عنوان                         | نقش/توضیحات                                     | شبکه     |
| --------- | ----------------------------- | ----------------------------------------------- | -------- |
| ۲۰۰۶      | روزگار شاهزاده                | پارک نا-این                                     | ام‌بی‌سی   |
| ۲۰۰۷      | معشوق عزیز (ko)               | هونگ جانگ-می                                    | اس‌بی‌اس   |
| ۲۰۰۸      | حریف قدرتمند (ko)             | [ ۱۲ ]                                          | کی‌بی‌اس۲  |
| ۲۰۰۸–۲۰۰۹ | همه چیز دربارهٔ خانواده‌ام (ko) | جو مین-سون                                      | ام‌بی‌سی   |
| ۲۰۰۹      | مرد سیندرلا                   | کانگ یون-جونگ                                   | ام‌بی‌سی   |
| ۲۰۰۹–۲۰۱۰ | لذت بردن از زندگی (ko)        | هه-وون                                          | ام‌بی‌سی   |
| ۲۰۱۱–۲۰۱۲ | این‌سو، ملکهٔ مادر              | ملکه آن‌سون                                      | جی‌تی‌بی‌سی |
| ۲۰۱۵      | گمشده نوآر ام                 | جونگ سون-می/جانگ می-یونگ/ کیم جونگ-هی/لی سو-جین | اوسی‌ان   |
| ۲۰۱۵–۲۰۱۶ | دختر من، گوم ساوول            | کانگ دال-ره                                     | ام‌بی‌سی   |
| ۲۰۱۶      | یک پایان شاد دیگر             | معلم سونگ مین-وو (حضور افتخاری)                 | ام‌بی‌سی   |
| ۲۰۲۰      | دوستان باوقار                 | TBA                                             | جی‌تی‌بی‌سی |

### فیلم
| سال  | عنوان        | نقش/توضیحات  |
| ---- | ------------ | ------------ |
| ۲۰۱۵ | گانگنام بلوز | جو سو-جونگ   |
| ۲۰۱۶ | حس و حال روز | بو-کیونگ     |
| 2017 | Biting Fly   | مین سو-کیونگ |

### ورایتی شو
| سال  | Title                        | شبکه | نقش/توضیحات               |
| ---- | ---------------------------- | ---- | ------------------------- |
| ۲۰۱۵ | می‌توانم صدایت را ببینم فصل ۱ | ام‌نت | عضو داوران (قسمت‌های ۶، ۷) |

### حضور در موزیک ویدئوها
| سال  | عنوان ترانه                         | آرتیست  |
| ---- | ----------------------------------- | ------- |
| ۲۰۰۷ | «قلب چپ» (Left Heart; 왼쪽가슴)     | کی. ویل |
| ۲۰۰۸ | «امید بیهوده» (Vain Hope; 희망고문) | ونی     |

## تئاتر
| سال  | عنوان                      | نقش/توضیحات |
| ---- | -------------------------- | ----------- |
| ۲۰۱۰ | کتسبی بزرگ (위대한 캣츠비) | سون         |
| ۲۰۱۳ | عشق جزئی (째째한 로맨스)   | دا-ریم      |